# Michael Berridge
Sir Michael John Berridge (* 22. Oktober 1938 in Kadoma, Rhodesien; † 13. Februar 2020) war ein britischer Biologe und ein Pionier auf dem Gebiet der zellulären Kommunikation. Bei Schmeißfliegen untersuchte er die Sekretion des Speichels und entdeckte dabei den intrazellulären Botenstoff Inositoltrisphosphat (auch Inositol-1,4,5-trisphosphat, kurz IP3), der als Folge von äußeren Reizen eine Zelle veranlassen kann, Calcium freizusetzen. Dies verbesserte das Verständnis dafür, wie äußere Stimuli eine Reaktion im Inneren von Zellen auslösen können. IP3 erwies sich in der Folge als ein bei Eukaryoten universeller Botenstoff, der u. a. eine Rolle spielt im Zusammenhang mit der Gentranskription, der Regulation des Stoffwechsels, der Befruchtung und dem Zelltod.

## Leben
Nach dem Besuch der Jameson High School in Kadoma studierte Berridge Zoologie und Chemie am University College of Rhodesia and Nyasaland und ab 1961 als Doktorand bei Vincent Wigglesworth an der University of Cambridge. Nach der Promotion über die Funktion der Malpighischen Gefäße bei Feuerwanzen wechselte er in die USA an die University of Virginia und später an die Case Western Reserve University, wo er statt Feuerwanzen die Schmeißfliegen als Modellorganismen für seine Hormon-Forschung wählte. 1969 ging er zurück nach Großbritannien an die University of Cambridge, wo er seine bahnbrechenden Erkenntnisse zur Rolle von IP3 im Stoffwechsel erarbeitete.

## Ehrungen
Michael Berridge gewann 1988 einen Gairdner Foundation International Award, 1989 den Albert Lasker Award for Basic Medical Research, 1994/95 den Wolf-Preis in Medizin, 1996 den Massry-Preis, 1999 den Ernst Schering Preis für seine wegweisenden Arbeiten auf dem Gebiet der Calcium-Signaltransduktion und 2005 den Shaw Prize. 
Er war Mitglied der Royal Society und Professor im Babraham Institute, Cambridge. Ab 1989 war er Mitglied der Academia Europaea. Am 18. Februar 1998 wurde er als Knight Bachelor („Sir“) geadelt. 1999 wurde er in die American Academy of Arts and Sciences und die National Academy of Sciences gewählt. Ab 2007 war er gewähltes Mitglied der American Philosophical Society.